# Jardin botanique de Saint Xist
Le Jardin botanique de Saint-Xist (900 m2) est un jardin botanique situé au Clapier, Aveyron, Midi-Pyrénées dans le Parc naturel régional des Grands Causses. Il est ouvert gratuitement toute l'année.
Il est créé en 1999 a l'initiative de René Touren, il est géré par l'association Eglise de Saint-Xist.
Le jardin est situé à côté de l'église Saint-Xist du Xe siècle et contient près de 300 espèces de plantes médicinales, aromatiques et venimeuses, telles qu'on les trouvait autrefois dans le « jardin des simples » du monastère et d'espèces locales du plateau du Guillaumard voisin. Il est entretenu en association avec le Jardin des plantes de Montpellier.